# Opération Kertch-Eltigen
Front de l'Est de la Seconde Guerre mondiale
Batailles
- Constanța
- 26 juin 1941
- 9 juillet 1941
- München
- Odessa
- Crimée (1941)
- 6 décembre 1941
- Jibrieni
- Cap Burnas
- Kertch-Eltigen
- Crimée (1944)

- Raids soviétiques de surface
- Opérations navales roumaines

Campagnes sous-marines
- 1941
- 1942
- 1943
- 1944

L'opération Kertch-Eltigen était une offensive amphibie de la Seconde Guerre mondiale lancée en novembre 1943 par l'Armée rouge en tant que précurseur de l'offensive de Crimée (8 avril-12 mai 1944), dans le but de vaincre et de forcer le retrait des forces allemandes de la Crimée. Atterrissant à deux endroits sur la côte est de la Crimée, l'Armée rouge a réussi à renforcer la tête de pont nord d'Ieni-Kale mais n'a pas pu empêcher une contre-attaque de l'Axe qui a effondré la tête de pont sud à Eltigen. Par la suite, l'Armée rouge a utilisé la tête de pont d'Ieni-Kale pour lancer de nouvelles opérations offensives en Crimée en mai 1944.

## Contexte
À la suite de la défaite et du retrait des troupes allemandes et roumaines de la péninsule de Taman à l'automne 1943, les Soviétiques décident de suivre ce succès avec deux débarquements amphibies sur la côte orientale de la Crimée en prélude à la reprise de toute la péninsule de Crimée. L'assaut de diversion au sud était prévu pour la petite ville d'Eltigen (qui fait maintenant partie de Kertch) et l'assaut principal au nord a atterri à Ieni-Kale, près de Kertch.
Les succès soviétiques au nord de la Crimée avaient coupé la 17e Armée allemande en Crimée, même si les forces de l'Axe étaient toujours approvisionnées par voie maritime. La 17e Armée contrôlait le 5e Corps d'armée dans le nord, le 49e corps d'armée de montagne défendait l'isthme de Perekop et le Corps roumain de montagne (en) défendait les régions du sud et du sud-est de la Crimée. Les Allemands disposaient également de batteries d'artillerie anti-aérienne et de 45 canons d'assaut pour renforcer leur défense. Commandant les forces de l'Axe étaient le Generaloberst Erwin Jaenecke et le Major-général Corneliu Teodorini (de).

## Offensive soviétique
Pour les débarquements, le Quatrième front ukrainien soviétique a employé la 18e Armée (sous le colonel-général Konstantin Leselidze, avec Léonid Brejnev comme commissaire politique en chef) et la 56e Armée, la flotte de la mer Noire et la flottille de la mer d'Azov (en). Le général Ivan Iefimovitch Petrov et le vice-amiral Lev Vladimirsky pour les opérations navales étaient à la tête de la 56e Armée et dans l'ensemble du côté soviétique.
Malgré le mauvais temps et une mer agitée qui ont reporté les débarquements, les Soviétiques ont réussi à débarquer la 318e division de fusiliers (en) du colonel VF Gladkov de la 18e Armée et le 386e Naval Infantry Battalion à Eltigen le 1er novembre. Le débarquement a été caractérisé par l'utilisation ponctuelle d'engins navals de toutes sortes et la perte d'organisation de la formation face au mauvais temps et à l'obscurité. En combattant à terre, les unités soviétiques ont repoussé les forces roumaines et ont établi une petite tête de pont.
Deux jours plus tard, à Ieni-Kale, plus de 4 400 hommes de la 56e Armée soviétique (débarqués étaient des unités des 2e et 55e (en) divisions de fusiliers de la Garde, et la 32e division de fusiliers (en)), ont bénéficié d'un soutien d'artillerie massé à partir de positions sur la péninsule de Taman et ont établi une tête de pont ferme le 5e Corps d'armée allemand et la 3e division de montagne roumaine n'ont pas pu les repousser à la mer. Le 11 novembre, les Soviétiques avaient débarqué 27 700 hommes dans la tête de pont d'Ieni-Kale. Parmi les unités de renfort figuraient la 383e division de fusiliers (en) qui débarqua le 7 novembre, et la 339e division de fusiliers (en), qui passa du 6 au 8 novembre.

## Victoire de l'Axe à Eltigen
Bien que l'Armée rouge ait réussi à débarquer le 335e régiment de fusiliers de la Garde de la 117e division de fusiliers de la Garde pour renforcer la tête de pont d'Eltigen, ils ont été incapables de pousser plus loin que 2 km à l'intérieur des terres, la situation s'est aggravée lorsque les forces allemandes ont réussi établir un blocus naval autour des débarquements avec des engins légers de la 3e flottille de dragueur de mines opérant à partir de Kertch, Kamysh Burun et Théodosie. Les Soviétiques ont riposté en essayant de ravitailler la tête de pont la nuit, ce qui a entraîné des rencontres navales à courte distance mais une livraison complètement insuffisante de fournitures. Les tentatives soviétiques de ravitaillement aérien ont été interdites par la Luftwaffe. 
Les forces de l'Axe ont assiégé la tête de pont pendant cinq semaines avant d'attaquer le 6 décembre. Au cours de l'attaque, la cavalerie roumaine de la 6e division a effectué des attaques de diversion depuis le sud tandis que les troupes de montagne roumaines appuyées par des canons d'assaut attaquaient de l'ouest. Le 7 décembre, la tête de pont s'était effondrée et les Roumains ont fait 1.570 prisonniers et compté 1 200 morts soviétiques au prix de 886 hommes pour eux-mêmes. Les Roumains ont également capturé 25 canons antichars et 38 chars.

## Bataille du mont Mithridates
Au cours de l'effondrement de la tête de pont d'Eltigen, quelque 820 soldats soviétiques ont réussi à s'échapper vers le nord pour tenter d'atteindre Ieni-Kale, occupant le mont Mithridates (en) et y battant les positions d'artillerie allemandes. Cela a alarmé le général Jaenecke, car l'attaque avait le potentiel de percer le front allemand face à la tête de pont d'Ieni-Kale. Jaenecke engagea la 3e division de montagne roumaine dans une contre-attaque contre les troupes soviétiques. Le 11 décembre, les Roumains ont repris le mont Mithridates. Un nombre indéterminé de ces troupes soviétiques a ensuite été évacué vers le village d'Opasnoe dans la tête de pont d'Ieni-Kale par la flottille de la mer d'Azov sous le commandement du contre-amiral Sergueï Gorchkov.

## Conséquences
Face à de conséquents renforts allemands, les Soviétiques se sont contentés de renforcer la tête de pont d'Ieni-Kale. Le 4 décembre, les Soviétiques avaient débarqué 75 000 hommes, 582 canons, 187 mortiers, 128 chars, 764 camions et plus de 9 000 tonnes de munitions et de matériel. Les Soviétiques ont poussé quelque 9 km à l'intérieur des terres et à la périphérie de Kertch. Bien que les Allemands aient réussi à défendre initialement la Crimée contre les débarquements soviétiques, le débarquement réussi près de Kertch avait placé les Soviétiques dans une position de force à partir de laquelle ils pouvaient pousser et conquérir toute la péninsule de Crimée, une opération qu'ils ont conclue avec succès en mai 1944.

### Articles externes
- (ru) Flotte de la mer Noire
- (en) Romanian Armed Forces in the Second World War